# Porto da Folha
Porto da Folha este un oraș în Sergipe (SE), Brazilia.